# جنگ اقیانوس آرام
جنگ اقیانوس آرام (به انگلیسی: Pacific War) نام کلی برای جبههٔ اقیانوس آرام جنگ جهانی دوم است که بین نیروهای محور مانند امپراتوری ژاپن و نیروهای متفقین به‌خصوص ایالات متحده آمریکا، انگلستان و هلند در اقیانوس آرام، جزایر آن و در شرق آسیا که در آن زمان خاور دور خوانده می‌شد، به وقوع پیوست. این لفظ جبهه اقیانوس آرام جنگ جهانی دوم، جبههٔ جنوب غربی اقیانوس آرام جنگ جهانی دوم، جبههٔ جنوب شرقی اقیانوس آرام جنگ جهانی دوم و جنگ دوم چین و ژاپن و همچنین جنگ شوروی و ژاپن را در بر می‌گیرد.
به‌طور کلی شروع جنگ اقیانوس آرام از ۷ (یا ۸ به وقت ژاپن) دسامبر ۱۹۴۱ آغاز شد، هم‌زمان با تهاجم نظامی ژاپن به تایلند و حمله به مستعمرات انگلیس، حمله به مالایای بریتانیا، نبرد سنگاپور و نبرد هنگ کنگ و همچنین حمله به پایگاه‌های نظامی و دریایی ایالات متحده آمریکا، حمله به پرل هاربر، نبرد جزیره ویک، نبرد گوام و نبرد فیلیپین (۴۲–۱۹۴۱) توسط امپراتوری ژاپن در نظر گرفته می‌شود. برخی از نویسندگان نیز آغاز آن را ۷ ژوئیه سال ۱۹۳۷، با شروع دومین جنگ چین و ژاپن بین امپراتوری ژاپن و جمهوری خلق چین (۱۹۴۹–۱۹۱۲)، یا ۱۹ سپتامبر سال ۱۹۳۱، با شروع با تهاجم ژاپن به منچوری در نظر می‌گیرند. با این حال، آنچه که به‌طور گسترده‌ای پذیرفته شده‌است اینست که خود جنگ اقیانوس آرام در اوایل دسامبر ۱۹۴۱، با جنگ چین و ژاپن آغاز شده و سپس به بخشی از صحنهٔ بزرگ جنگ جهانی دوم تبدیل شد.
در جنگ اقیانوس آرام، نیروهای متفقین علیه امپراتوری ژاپن جنگیدند. ژاپن به‌طور خلاصه توسط تایلند و به میزان کمتری توسط متحدانش، آلمان و ایتالیا پشتیبانی شد. جنگ با وقوع هم‌زمان بمباران اتمی هیروشیما و ناگاساکی، و دیگر بمباران هوایی بزرگ توسط نیروی هوایی ارتش ایالات متحده، حمله شوروی به منچوری در ۸ اوت ۱۹۴۵ به اوج خود رسید و در نتیجه تسلیم ژاپن و پایان جنگ جهانی دوم در تاریخ ۱۵ اوت ۱۹۴۵ را به دنبال آورد و سرانجام تسلیم رسمی ژاپن بر روی عرشهٔ کشتی جنگی یواس‌اس میزوری در خلیج توکیو در تاریخ ۲ سپتامبر ۱۹۴۵ اعلام شد.

## ملت‌ها و قدرت‌های درگیر

### طرف محور
| موضع                                                                            | کشور |
| ------------------------------------------------------------------------------- | --- |
| شرکت در جنگ / دولت‌های شرکت کننده                                                | امپراتوری ژاپن، تایلند (۱۹۴۲–۱۹۴۵)، مانچوکوئو، رژیم وانگ جینگ وی، منجیانگ، ایالت برمه (ارتش استقلال برمه) |
| کشورهای درحال همکاری / پشتیبانی                                                 | رایش آلمان (ماموریت‌های یاناگی)، فرانسه ویشی، (در هنگام نبرد ماداگاسکار)، هندوچین فرانسه (پس از حمله ژاپن به هندوچین فرانسه و تحت اشغال ژاپن با ارتش ژاپن همکاری کرد)، پادشاهی ایتالیا(۱۹۴۱–۱۹۴۳، عملیات جنگ‌های زیردریایی و غیره) |
| سازمان‌هایی که ژاپن آنها را پشتیبانی و راهنمایی می‌کرد                            | هند آزاد (ارتش ملی هند - ژاپن از استقلال هند حمایت می‌کرد، اما به رسمیت شناختن دیپلماتیک در هنگام جنگ انجام نشد)، ارتش استقلال برمه، مدافعان میهن اندونزی، ارتش داوطلب سوماترا، ارتش داوطلب بورنئو، ارتش داوطلب دفاع جاوه، ارتش داوطلب (مردم مالایی، جوانان پیشتاز ویتنام، ارتش داوطلب فیلیپین، ماکافیلی و گارد فیلیپینی خوزه لورل، ارتش داوطلب روسی در چین مهاجران سفید روسی در شیجیاژوانگ و واحد آسانو، گروه سواره‌نظام مسلمان منچوری، داوطلبان تاکاساگو (تایوان) |
| کشورهایی که از طرف متحدین اعلام جنگ کرده‌اند اما در جنگ اقیانوس آرام شرکت نکردند | ایالت برمه (۱۹۴۳–۱۹۴۵)، جمهوری دوم فیلیپین (۱۹۴۳–۴۵)، امپراتوری ویتنام (۱۹۴۵-)، پادشاهی لائوس (۱۹۴۵-)، کامبوج (۱۹۴۵-)، تصرف یونان توسط نیروهای محور، دولت مستقل کرواسی، پادشاهی بلغارستان (۱۹۴۱–۱۹۴۴)، جمهوری اسلواکی (۱۹۳۹-۱۹۴۵) (۱۹۴۱–۱۹۴۵)، پادشاهی مجارستان (۱۹۲۰–۱۹۴۶) (۱۹۴۱–۱۹۴۴)، پادشاهی رومانی (۱۹۴۱–۱۹۴۴)، دولت نجات ملی (۱۹۴۱–۱۹۴۴)، قلمروی پادشاهی پیندوس (۱۹۴۱–۱۹۴۴)، فنلاند (۱۹۴۱–۱۹۴۴)، ارتش آزادی‌بخش روسیه (۱۹۴۴–۱۹۴۵)                            |

### طرف متفقین
| موضع                                                                            | کشور |
| ------------------------------------------------------------------------------- | --- |
| شرکت در جنگ / دولت‌های شرکت کننده                                                | بریتانیا، ایالات متحده آمریکا، سپاه ارتش استرالیا و نیوزلند، کانادا، هلند، تایوان، اتحاد جماهیر شوروی سوسیالیستی (شوروی) (۱۹۴۵)، جمهوری خلق مغولستان (۱۹۴۵)، حکومت موقت جمهوری فرانسه (۱۹۴۵) (بیشترین مشارکت نیروهای نظامی توسط راج بریتانیا، مالایای بریتانیا، فیلیپین مشترک‌المنافع انجام شد) |
| سازمان‌هایی که متفقین آنها را پشتیبانی و راهنمایی می‌کردند                        | حزب کمونیست چین (ارتش هشتم مسیر)، دولت در تبعید کره (ارتش آزادیبخش کره)، فیلیپین مشترک‌المنافع هوکبالهاپ (سازمان مسلح ضد ژاپنی حزب کمونیست فیلیپین، ارتش ضد ژاپنی مردم مالایا (سازمان مسلح ضد ژاپنی چینی‌های خارج از کشور در مالزی)، لیگ رهایی مردم ژاپن (واتارو کاجی・کازوئو آئویاما سازمان‌های ضد امپراتوری ژاپن که تحت حمایت و نظارت دولت ملی چین و ارتش هشتم مسیر در سرزمین اصلی چین فعالیت می‌کردند)، جنبش آزادی تایلندی، پاپوآ گینه نو (هر دو گروه از سربازان محلی تشکیل شده بود)  |
| کشورهایی که از طرف متحدین اعلام جنگ کرده‌اند اما در جنگ اقیانوس آرام شرکت نکردند | اتحادیه آفریقای جنوبی، لبنان (۱۹۴۳–۱۹۴۵)، السالوادور، کاستاریکا، دومینیکا (قیمومت انگلستان)، نیکاراگوئه، هائیتی، گواتمالا، هندوراس، پاناما، کوبا، نروژ، لیبریا، پادشاهی مصر، قیمومت فرانسه بر سوریه و لبنان، عربستان سعودی، پادشاهی عراق، دودمان پهلوی در ایران، مکزیک (۱۹۴۲–۱۹۴۵)، برزیل (۱۹۴۲–۱۹۴۵)، کلمبیا (۱۹۴۳–۱۹۴۵)، بولیوی (۱۹۴۳–۱۹۴۵)، پرو (۱۹۴۵)، ونزوئلا (۱۹۴۵)، اروگوئه (۱۹۴۵)، پاراگوئه (۱۹۴۵)، اکوادور (۱۹۴۵)، ترکیه (۱۹۴۵)، آرژانتین (۱۹۴۵)، شیلی (۱۹۴۵)، بلژیک (۱۹۴۵) |
| کشوری که به ژاپن اعلان جنگ داده اما یک قدرت متفقین محسوب نمی‌شد                  | پادشاهی ایتالیا (۱۹۴۵) |

### کشورهای بی‌طرف
کشورهای بی‌طرفی که به شدت تحت تأثیر جنگ قرار گرفتند عبارتند از:
- پرتغال - مستعمرات در آسیا (ماکائو و تیمور پرتغال) توسط نیروهای محور و متحدین اشغال شد.

## شعله‌ور شدن جنگ در اقیانوس آرام (۱۹۴۱)

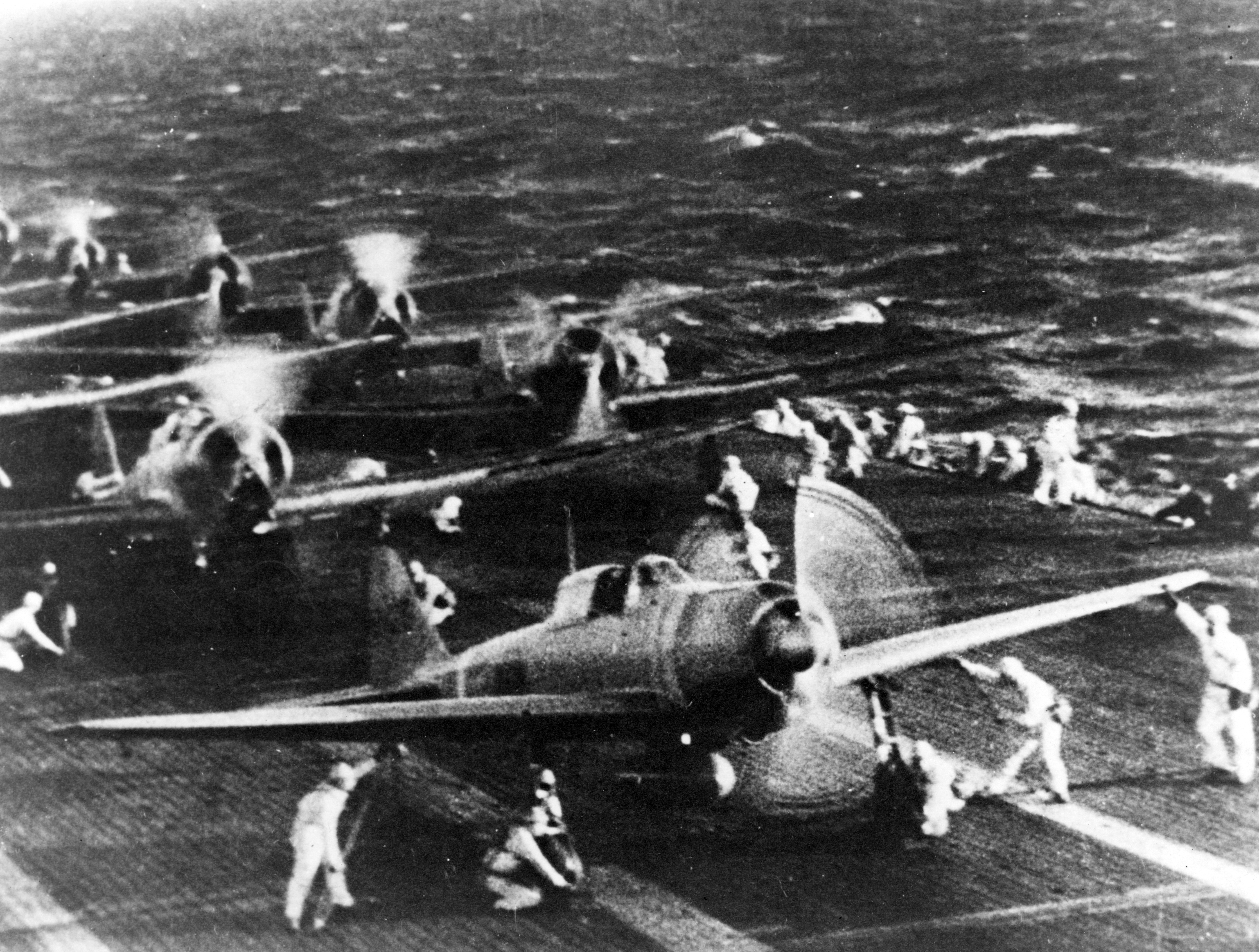
جنگنده‌های میتسوبیشی زیرو متعلق به نیروی دریایی امپراتوری ژاپن بر روی ناو هواپیمابر شوکاکو، پیش از تهاجم به پرل هاربر

در سال ۱۹۳۹ ایالات متحده معاهدات تجاری خود با ژاپن را ملغی نمود و از ژوئیه ۱۹۴۰ فروش سوخت هواپیما به ژاپن را ممنوع کرد که این محدودیت‌ها فشار شدیدی را بر اقتصاد ژاپن وارد می‌نمود. در همین زمان ژاپنی‌ها اولین حمله خود به شهر مهم چانگشا را آغاز نمود که در اواخر سپتامبر توسط چینی‌ها پس زده شد. در سال ۱۹۴۰ علی‌رغم نبردهای پراکنده میان دو طرف جنگ میان ژاپن و چین به بن‌بست رسیده بود. به همین دلیل، برای قطع کردن خطوط ارتباطی چین با خارج جهت تضعیف این کشور و داشتن موقعیت بهتر جهت حمله به مستعمرات اروپاییان در شرق آسیا ژاپنی‌ها شمال هندوچین را اشغال نمودند. در نتیجه این رفتار ایالات متحده به سرعت فروش آهن، فولاد و قطعات مکانیکی را به ژاپن تحریم نمود.

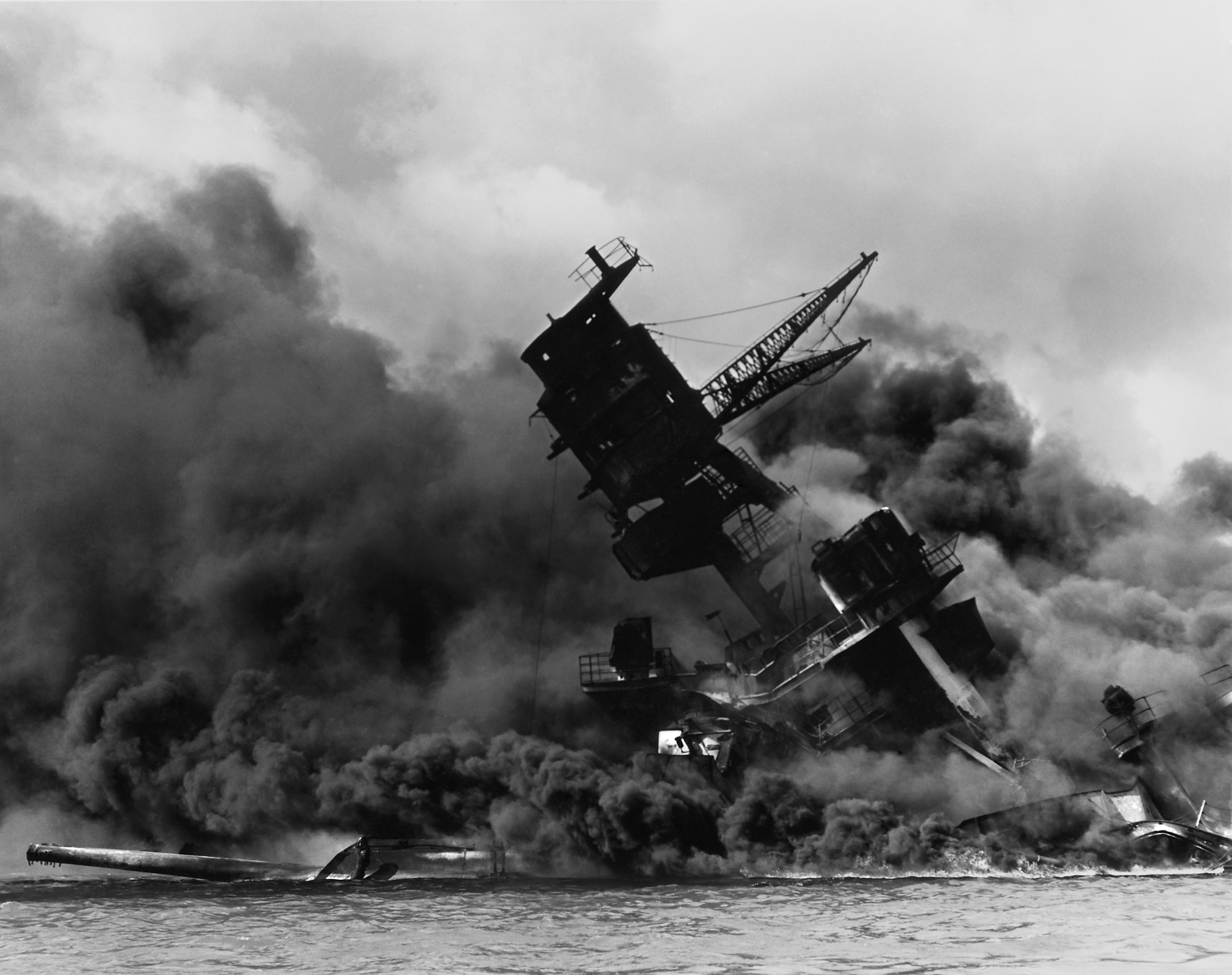
ناو یواس‌اس آریزونا متعلق به ناوگان اقیانوس آرام ایالات متحده که در طی حمله به پرل هاربر کاملاً از بین رفت، ۷ دسامبر ۱۹۴۱

در اوایل سال ۱۹۴۰ نیروهای چین ملی ضدحمله وسیعی را آغاز نمودند. در اوت نیز کمونیست‌های چینی در چین مرکزی حملات خود را شروع کردند که در پاسخ به آن نیروهای ژاپنی سیاست‌های سخت‌گیرانه‌ای را اجرا کردند تا از رسیدن ملزومات به کمونیست‌ها جلوگیری نمایند. اما اختلاف میان کمونیست‌ها و ملی‌گرایان در ژانویه سال ۱۹۴۱ به اوج رسید و منجر به درگیری مسلحانه میان ایشان گشت و همکاری مشترک آنان برای اخراج نیروهای اشغالگر ژاپنی پایان یافت. در ماه مارس سپاه ۱۱ ژاپن حمله به سرفرماندهی سپاه ۱۹ چین آغاز نمود که در نبرد شانگو پس زده شد. در سپتامبر ژاپنی‌ها یکبار دیگر سعی کردند تا طی نبرد دوم چانگشا این شهر را اشغال کنند و نیروهای چین ملی را شکست بدهند.
موفقیت‌های آلمان در اروپا باعث تشویق ژاپن به فشار بیشتر بر قدرت‌های اروپایی نسبت به جنوب شرقی آسیا گشت. دولت هلند موافقت نمود تا از هند شرقی هلند مقداری نفت به ژاپنی‌ها بفروشد اما مذاکرات دربارهٔ دیگر منابع در ژوئن ۱۹۴۱ بدون موفقیت پایان گرفت. در ژوئیه ۱۹۴۱ ژاپن نیروهای خود را به سمت جنوب هندوچین گسیل داشت تا موقعیت نیروهای بریتانیایی و هلندی در شرق دور را تهدید کند. در پاسخ به این تهدید ایالات متحده، بریتانیا و دیگر دولت‌های اروپایی تمام سرمایه‌ها ژاپن را توقیف نموده و تحریم همه‌جانبه نفتی را علیه ژاپن آغاز کردند. در همان زمان برنامه تهاجمی ژاپن علیه شرق دور شوروی که برای بهره‌برداری از وضعیت جنگی در غرب برنامه‌ریزی گشته بود به واسطه همین تحریم‌ها کنار گذاشته شد.
از اوایل ۱۹۴۱ ژاپن و ایالات متحده درگیر مذاکراتی جهت بهبود فضای سیاسی پرتنش میان خود و پایان جنگ در چین بودند. در طول این مذاکرات علی‌رغم تلاش ژاپن برای ابراز پیشنهادهای جدید ایالات متحده که این پیشنهادهای را کافی نمی‌دید از پذیرش آن سر باز می‌زد. در همین زمان و به صورت مخفیانه مذاکراتی میان ایالات متحده، بریتانیا و هلند جهت طرح دفاع مشترک در صورت تهاجم ژاپن به متصرفات از یکی از کشورها در جریان بود. رئیس‌جمهور روزولت نیروهای آمریکایی را در فیلیپین را تقویت نمود و به ژاپنی‌ها اخطار کرد ایالات متحده در برابر تهاجم به کشورهای همسایه واکنش نشان خواهد داد.
ژاپن که در تنگنای تحریم‌های بریتانیا، ایالات متحده و هلند قرار گرفته بود و در مذاکرات نیز راهی برای پیشرفت متصور نبود آماده تهاجم می‌گشت. در ۲۰ نوامبر دولت جدید ژاپن که تحت نخست‌وزیری توجو هیدکی قرار داشت آخرین پیشنهاد خود را به طرف آمریکایی عرضه کرد. به موجب این پیشنهاد ژاپن ضمانت می‌نمود در برابر قطع کمک‌های ایالات متحده به چین و اتمام تحریم‌های نفتی و دیگر تحریم‌ها نیروهای خود را جنوب هندوچین بیرون کشیده و به جنوب شرق آسیا حمله نکند. پاسخ طرف آمریکایی در ۲۶ نوامبر مبنی بر این بود که ژاپن باید بدون هیچ شرطی چین را تخلیه نموده و با دولت‌های غربی پیمان عدم تخاصم امضا نماید. این برای ژاپن بدان معنی بود که یا باید از تمام اهداف و برنامه‌هایش برای چین چشم بپوشد یا آنکه منابع مورد نیاز خود در مستعمرات هلند را با زور تصاحب نماید. نظامیان ژاپنی به هیچ وجه نمی‌توانستند گزینه اول را بپذیرند و تحریم‌های نفتی را به مثابه اعلان جنگ می‌دیدند.
ژاپنی‌ها برنامه‌ریزی نموده بودند تا با تصرف سریع مستعمرات اروپایی در جنوب شرق آسیا یک خط دفاعی که تا میانه اقیانوس آرام ادامه میافت را ایجاد کنند چراکه پس از آن ژاپنی‌ها می‌توانستند منابع مورد نیاز خود را از جنوب شرقی آسیا استخراج نمایند و در عین حال به راحتی در برابر نیروهای متفقین که در سرتاسر اقیانوس آرام پراکنده شده بودند دفاع کنند. مدتی بعد و برای جلوگیری از دخالت آمریکا در این طرح، ژاپنی‌ها برنامه داشتند تا ناوگان اقیانوس آرام ایالات متحده را نابود نموده و آن‌ها را از فیلیپین بیرون برانند. در ۷ دسامبر ۱۹۴۱ (۸ دسامبر به وقت آسیا) جنگ اقیانوس آرام با تهاجم نیروهای ژاپنی به موقعیت نیروهای بریتانیایی و آمریکایی آغاز شد. این لشکرکشی شامل حمله به پرل هاربر، فیلیپین، مالایا و تایلند و نبرد هنگ کنگ بود.
این تهاجم باعث شد تا ایالات متحده، بریتانیا، چین، استرالیا و چند کشور دیگر به صورت رسمی به ژاپن اعلان جنگ نمایند. اتحاد جماهیر شوروی که به شدت مشغول نبردی عظیم با نیروهای محور در غرب بود به مفاد پیمان عدم تخاصم خود با ژاپن پایبند ماند. آلمان نازی و باقی کشورهای محور نیز برای اعلام همبستگی با ژاپن و به دلیل آنچه که حمله به کشتی‌های آلمانی توسط ایالات متحده به فرمان رئیس‌جمهور روزولت خوانده می‌شد به ایالات متحده آمریکا اعلان جنگ نمودند
.